# Xanthopimpla despinosa
Xanthopimpla despinosa är en stekelart som beskrevs av Krieger 1915. Xanthopimpla despinosa ingår i släktet Xanthopimpla och familjen brokparasitsteklar.

## Underarter
Arten delas in i följande underarter:
- X. d. leipephelis
- X. d. subquadrata
- X. d. xanthonema